# Arnau Farré
Arnau Farré I Garcia (Vilanova de Segrià, 5 juli 1998) is een Catalaans internationaal trialrijder en Europees kampioen 2017.

## Biografie
Farré begon op jonge leeftijd met trial, en kwam onder de hoede van voormalig Europees kampioen Marcel Justribó. Hij werd Europees kampioen bij de junioren in 2013 op Beta. In 2015 werd hij als fabrieksrijder van GasGas getraind door Marc Freixa en reed verdienstelijk in het landenkampioenschap van Spanje en in de strijd voor de World Cup. Zijn relatie met GasGas is met ingang van het seizoen 2017 gewijzigd, hij is geen formeel fabrieksrijder maar GasGas voorziet hem wel van materiaal. Farré bouwde een eigen oefencircuit naast zijn ouderlijk huis